# 大田乡 (泰宁县)
大田乡是中国福建省三明市泰宁县下辖的一个乡。

## 行政区划
大田乡下辖以下地区：
大田村、料坊村、金坑村、谙下村、鱼川村、北斗村和垒磜村。